# ديفيد أليوت
ديفيد أليوت (بالإنجليزية: David Elliot)‏ (13 نوفمبر 1969 بغلاسكو في المملكة المتحدة - ) هو لاعب كرة قدم بريطاني في مركزي الدفاع والظهير. لعب مع نادي بارتيك ثيسل ونادي سانت ميرين ونادي سلتيك ونادي فالكيرك ونادي هيبرنيان.

## وصلات خارجية
- ديفيد أليوت على موقع قاعدة بيانات كرة القدم.إي يو (الإنجليزية)
- ديفيد أليوت على موقع Soccerbase.com (لاعب) (الإنجليزية)